# Соколов, Виталий Григорьевич
Виталий Григорьевич Соколов (1931 — 2010) — советский военный деятель стоявший у истоков практического освоения космоса, участник подготовки испытания Первого в Мире искусственного спутника Земли (1957) и Первого пилотируемого космического корабля «Восток» (1961), генерал-лейтенант (1985). Главный инженер ГУКОС МО СССР (1980—1986). Почётный гражданин  Байконура (2005).

## Биография
Родился 29 мая 1931 года в городе Батайске, Ростовской области.

### Образование
С 1949 года поступил в Ростовский институт сельскохозяйственного  машиностроения, в 1951 году с этого института по спецнабору он был переведён на факультет реактивного вооружения Военной артиллерийской инженерной академии имени Ф. Э. Дзержинского, который окончил в 1955 году получив специальность — инженер-электрик артиллерийских приборов. 

### Служба на Байконуре
С 1955 по 1970 год на научно-исследовательской работе в 5-м Научно-исследовательском испытательном полигоне Министерства обороны СССР (космодром Байконур) в должностях: инженер-испытатель, старший инженер-испытатель, заместитель начальника отдела и начальник отдела комплексных испытаний ракет-носителей, заместитель начальника 1-го испытательного управления этого полигона. В. Г. Соколов принимал участие в лётно-конструкторских испытаниях и приёме на вооружение, отработке и испытаниях технического и стартового комплексов для первой двухступенчатой МБР «Р-7» и  «Р-7А». В 1957 и в 1961 году принимал участие в подготовке к запуску и в запуске Первого в Мире искусственного спутника Земли и Первого пилотируемого космического корабля «Восток» и в последующих стартах серии многоместных космических кораблей для полётов на околоземной орбите «Восход» и «Союз». В. Г. Соколов руководил испытаниями первого спутника связи «Молния», разведывательных космических аппаратов «Зенит» и его аналогов, ракет-носителей автоматических межпланетных станций, предназначенных для вывода в космос по лунной, венерной и марсовой космических программ.
В 1960 году Указом Президиума Верховного Совета СССР «За участие в отработке и приёме на вооружение первой Межконтинентальной баллистической ракеты Р-7А» В. Г. Соколов был награждён Орденом Красной Звезды. 17 июня 1961 года Указом Президиума Верховного Совета СССР «За успешное выполнение специального задания Правительства по созданию образцов ракетной техники, космического корабля-спутника "Восток" и осуществление первого в мире полёта этого корабля с человеком на борту» В. Г. Соколов был награждён Орденом Трудового Красного Знамени. 

### Служба в ЦУКОС — ГУКС МО СССР
С 1970 по 1986 год на научно-исследовательской работе в Центральном управлении космических средств Министерства обороны СССР (с 1980 года — Главное управление космических средств Министерства обороны СССР) на должностях: заместитель главного инженера, с 1977 по 1980 год — заместитель начальника заказывающего управления и с 1980 по 1986 год — главный инженер ГУКОС. 5 ноября 1985 года Постановлением СМ СССР В. Г. Соколову было присвоено воинское звание генерал-лейтенант. В. Г. Соколов был участником лётно-конструкторских испытаний и заместителем председателя Государственной комиссии двухступенчатой жидкостной ракеты-носителя лёгкого класса для вывода космических аппаратов на низкие околоземные орбиты «Циклон», был участником подготовки к запуску и запуска космической программы МТКС «Энергия — Буран». В 1978 и в 1986 году Указами Верховного Совета СССР «За отработку новых образцов космических средств» В. Г. Соколов награждался орденами Красной Звезды и Октябрьской Революции.
С 1986 по 1990 год — начальник управления эксплуатации космических средств и заместитель начальника Космических средств Министерства обороны СССР, был организатором эксплуатации и обеспечения боевого применения космических средств.

### Дальнейшая деятельность
С 1990 по 2006 год на научно-исследовательской работе в Международной космической компании «Космотрас». С 1992 года является действительным членом Российской академии космонавтики имени К. Э. Циолковского.
Скончался 5 апреля 2010 года в Москве, похоронен на Троекуровском кладбище.

## Высшие воинские звания
- Генерал-майор-инженер (30.10.1981)
- Генерал-майор (26.04.1984)
- Генерал-лейтенант (5.11.1985)[4]

## Награды
- Орден Октябрьской Революции (1986)
- Орден Трудового Красного Знамени (17.6.1961)
- Орден Красной Звезды (1960, 1978)[1]

### Звания
- Почётный гражданин  Байконура (2005)[5]